# Без милости
Без милости је седми студијски албум Даре Бубамаре. Објављен је 2005. године. На албуму се налази осам песама и једна дуетска песма са Шаком Полументом.